# Awania bigibbosus
Awania bigibbosus är en insektsart som beskrevs av Schmidt. Awania bigibbosus ingår i släktet Awania och familjen hornstritar. Inga underarter finns listade i Catalogue of Life.